# (950) Ahrensa
(950) Ahrensa és un asteroide del cinturó principal descobert per l'astrònom Karl Wilhelm Reinmuth en 1921 des de l'observatori de Heidelberg-Königstuhl, Königstuhl, Heidelberg (Alemanya).
Porta el seu nom en honor de la família Ahrens, que va financiar l'observatori d'Heidelberg-Königstuhl.
S'estima que té un diàmetre de 15,03 ± 1,8 km. La seva distància mínima d'intersecció de l'òrbita terrestre és d'1,00255 ua. El seu TJ és de 3,417.
Les observacions fotomètriques recollides d'aquest asteroide mostren un període de rotació de 202 hores, amb una variació de lluentor de 11,2 de magnitud absoluta.